# Rezeptortheorie
Rezeptortheorie ist ein Begriff aus der Pharmakologie. Sie erklärt die Wirkungen verschiedener Arzneimittel als Wechselwirkung von Pharmakomolekülen oder natürlichen Liganden mit Rezeptoren.

## Geschichte
Die Rezeptortheorie wurde von John Newport Langley und Paul Ehrlich eingeführt.

## Eigenschaften
Wesentlicher gedanklicher Bestandteil der Rezeptortheorie ist, dass der Arzneistoff mit dem Rezeptor einen, für ein gewisses Zeitfenster, festen Komplex bildet.
Zum Verständnis lassen sich dabei zwei Arten von Komplexen unterscheiden:
1. Arzneistoff bildet einen Komplex, bei dem der Rezeptor die vollständige Information an die Zelle weitergibt,
2. Arzneistoff bildet einen Komplex, ohne jedoch selbst einen Effekt auszulösen, der Rezeptor bleibt aber weiterhin besetzt.

Da die Übergänge zwischen 1 + 2 fließend sind, spricht man von der intrinsic activity, der Wirkintensität. Ein Agonist aktiviert einen Rezeptor und ein Antagonist aktiviert ihn nicht bzw. inhibiert die Bindung des natürlichen Liganden.
Eine detaillierte Rezeptortheorie ist die PK/PD-Modellierung.